# Lâm Chương
Lâm Chương (chữ Hán giản thể: 临漳县, âm Hán Việt: Lâm Chương huyện) là một huyện thuộc địa cấp thị Hàm Đan, tỉnh Hà Bắc, Cộng hòa Nhân dân Trung Hoa. Huyện này có diện tích 744 kilômét vuông, dân số năm 1999 là 559.662 người. Mã số bưu chính là 056600. Chính quyền huyện đóng ở trấn Lâm Chương. Về mặt hành chính, huyện này được chia thành 6 trấn, 8 hương. Tổng cộng có 425 thôn hành chính.
- Trấn: Lâm Chương, Tôn Đào, Liễu Viên, Nam Đông Phường, Xưng Tập.
- Hương: Tập Văn, Tây Dương Cao, Đỗ Thôn, Thích Khâu, Trương Thôn, Bách Hạc, Chuyên Trại Doanh, Hương Thái Doanh, Chương Lý Tập.